# James Graham Fair

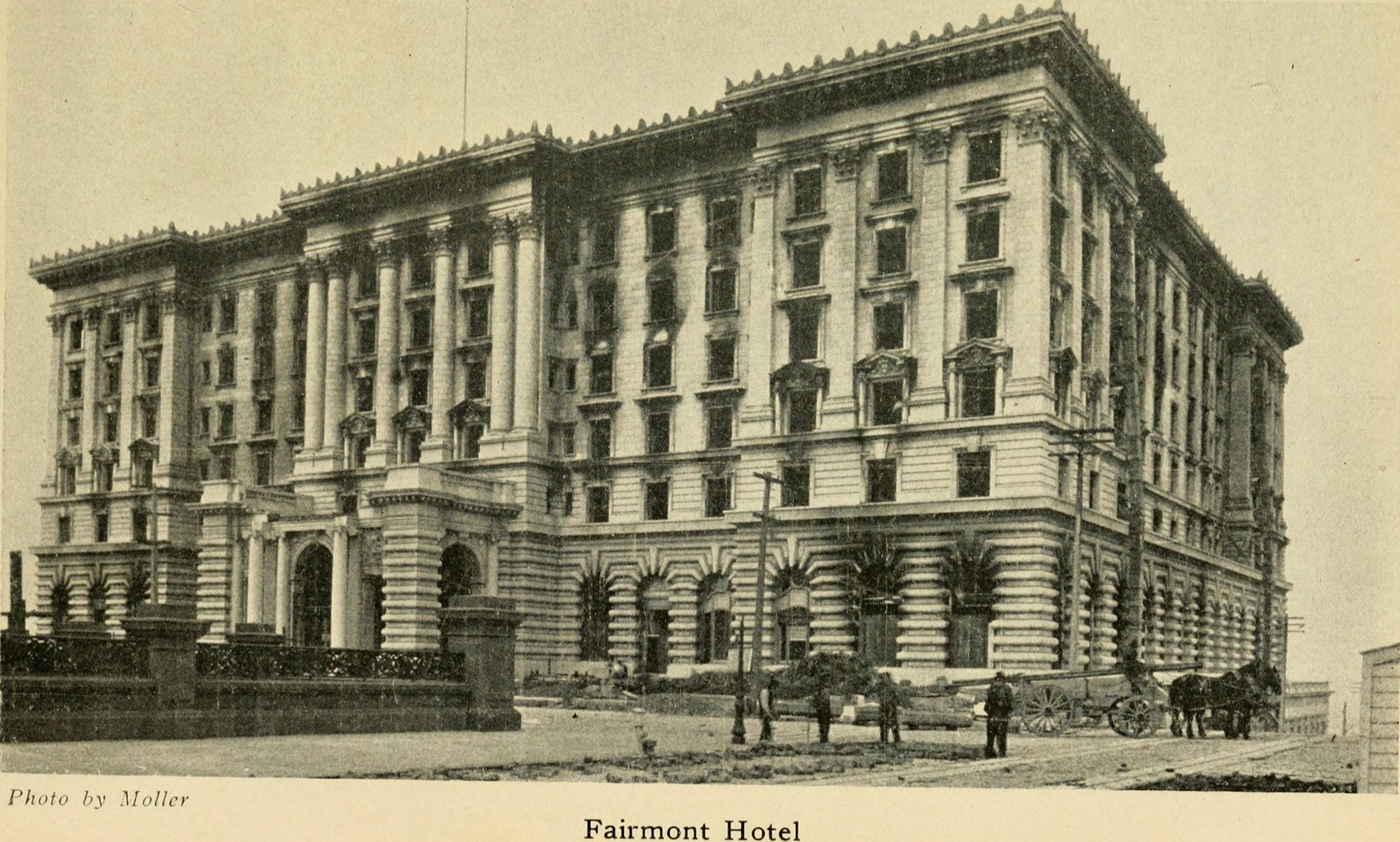
El Hotel Fairmount de San Francisco

James Graham Fair (3 de diciembre de 1831-28 de diciembre de 1894) fue un inmigrante irlandés a los Estados Unidos que se convirtió en un ingeniero y empresario de minas altamente exitoso. Sus inversiones en las minas de plata en Nevada lo convirtieron en millonario, y fue uno de los famosos Reyes de Bonanza que se hicieron inmensamente ricos en la veta Comstock. Posteriormente se convirtió en inversor inmobiliario y constructor de ferrocarriles en California. En 1881, fue elegido Senador de los Estados Unidos por Nevada.

## Primeros años
James Fair, nacido en una familia irlandesa pobre en Clogher, condado de Tyrone, emigró con su padre a los Estados Unidos en 1843, y creció en una granja en Illinois. En 1850 se trasladó a California, donde prospectó la zona del río de las Plumas buscando el oro incrustado en los filones de cuarzo, en lugar de inspeccionar los posibles placers auríferos en las graveras de las orillas de los ríos. Su atención se dirigió a Nevada, donde operaba un molino de minerales en el río Carson y consiguió varios puestos de superintendente de minas en la región de la veta Comstock. Se convirtió en superintendente de la mina Hale y Norcross en Virginia City (Nevada) en 1867.
Una vez en Virginia City, formó una sociedad con tres compatriotas irlandeses, John William Mackay, y los propietarios de salones de San Francisco, James Clair Flood y William S. O'Brien. La compañía era formalmente denominada Flood and O'Brien, pero era popularmente conocida como la "Firma Bonanza". Los cuatro hicieron grandes fortunas con las acciones de las minas de plata de la veta Comstock, el primer hallazgo importante de plata en los Estados Unidos. En veinte años, produjo más de cien millones de dólares. Los socios controlaron y operaron varias minas en Comstock, pero su mayor éxito se produjo en 1873, cuando los mineros encontraron el gran filón de mineral que se conoció como "la gran bonanza" en su mina Consolidated Virginia.
Fair invirtió su parte de la fortuna en ferrocarriles e inmuebles, lo que elevó su patrimonio privado a 50 millones de dólares. Aunque Fair fue reconocido como un superintendente de minas capaz y un hombre de negocios astuto, no era muy querido, y llevaba el apodo de "Slippery Jim" (Jim el escurridizo). Invirtió gran parte de sus ingresos de Comstock en ferrocarriles y bienes raíces en San Francisco. Fair y Mackay eran propietarios del 
Banco de Nevada de San Francisco, rival del Banco de California de William Chapman Ralston. Tras el colapso del imperio financiero de Ralston, el Banco de Nevada fue durante un tiempo el banco más grande de Estados Unidos durante el apogeo del auge de la plata.

## Ferrocarril de la Costa del Pacífico Sur
En 1876, en asociación con otros financieros, Fair promovió el ferrocarril de vía estrecha de la costa del Pacífico sur. Desde su inicio cerca del Newark actual, la línea se extendió por el lado este de la bahía de San Francisco, a través de San José y Los Gatos y hacia el sur sobre los montes Santa Cruz en una ruta que implicaba un túnel de 1900 m, otro túnel de 1500 m y otros seis más cortos. Unos seiscientos trabajadores chinos fueron empleados en las labores de explanación y la colocación de las vías. Treinta y un trabajadores perdieron la vida en la excavación de los túneles, principalmente por las explosiones de gas natural subterráneo. En su extremo sur, el ferrocarril adquirió el Santa Cruz & Felton Railroad de Felton. La línea sobre las montañas se completó en mayo de 1880.
El Ferrocarril de la Costa del Pacífico Sur tuvo un éxito inmediato y pronto fue rentable. En 1886, el Southern Pacific compró la compañía de Fair por seis millones de dólares. Sothern Pacific más tarde lo transformó en una línea de ancho estándar y lo operó hasta 1940, cuando se abandonó la parte de la línea sobre las montañas.

## Carrera política
Fair fue elegido por el estado de Nevada para el Senado de los Estados Unidos en 1881. No estaba muy interesado en Washington, donde promovió los asuntos relacionados con la plata en el Senado en un momento en que se estaba desarrollando un movimiento para desmonetizar la plata. Fair solo acumuló una legislatura debido a su derrota en las elecciones de 1886. Tras el final de su mandato, se trasladó de nuevo a San Francisco.

## Vida personal

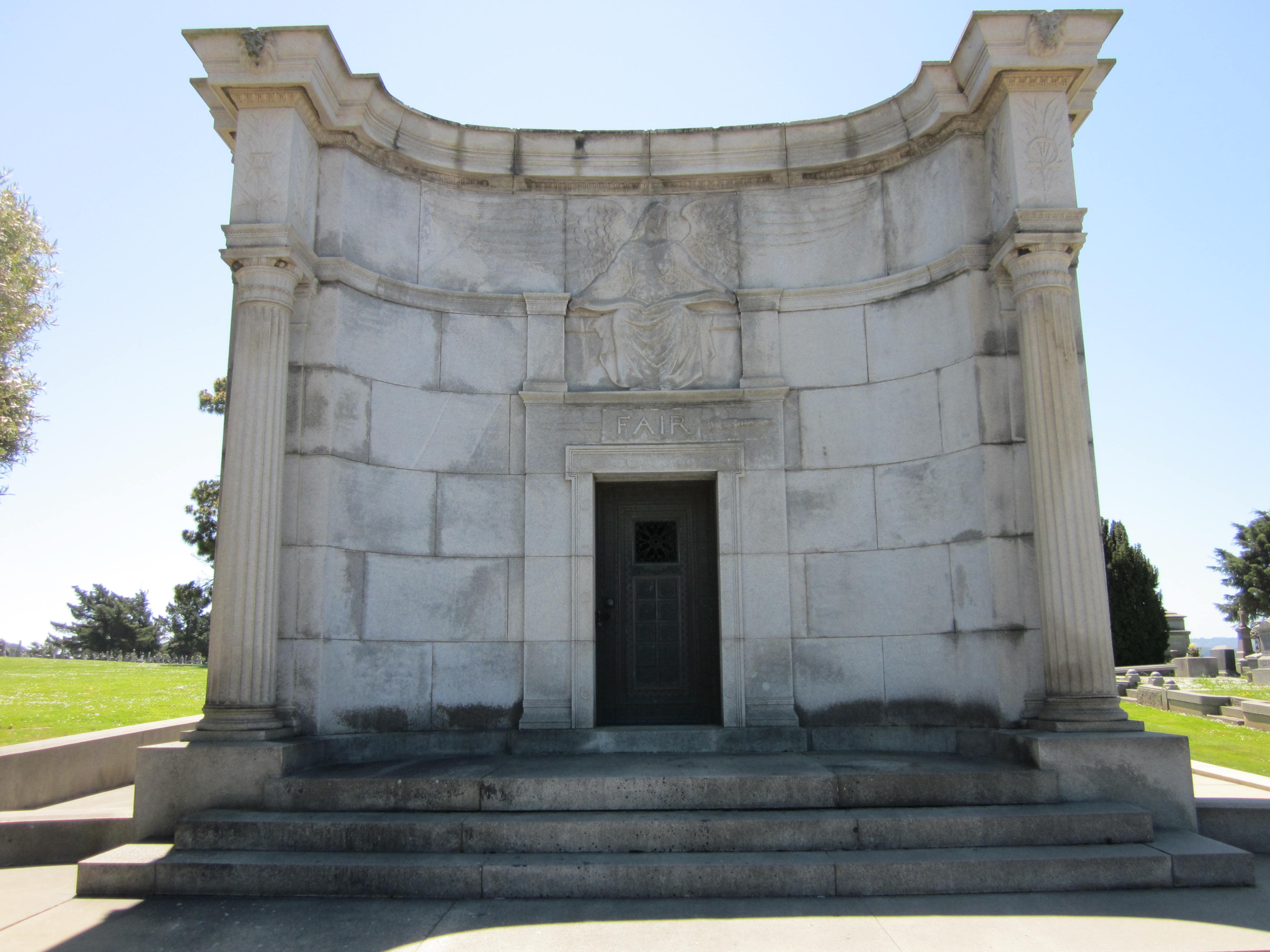
Mausoleo Fair en Holy Cross

En 1861, Fair se casó con Theresa Rooney, que había estado regentando una casa de huéspedes. Theresa se divorció de Fair en 1883 por motivos de "adulterio habitual" y crio a sus cuatro hijos sola, con una asignación muy considerable.
En 1890, su hija mayor "Tessie" se casó con Hermann Oelrichs, miembro de la familia propietaria de las líneas navieras Norddeutsche Lloyd, en la boda más grande que San Francisco había visto. Fair permaneció en la suite de su hotel sin ser invitado. Sin embargo, le dio un millón de dólares como regalo de bodas.
Falleció en 1894, debido a una diabetes complicada con la enfermedad de Bright.
Fair está enterrado en el cementerio de Holy Cross, en Colma (California). Su testamento dejó 40 millones de dólares en fideicomiso a sus dos hijas, la señora de Hermann Oelrichs (nacida Theresa "Tessie" Alice Fair) y Virginia Graham Fair (quien luego se casó con William Kissam Vanderbilt II). Su hijo superviviente, Charles Lewis Fair (1867-1902), quien más tarde moriría en un accidente automovilístico en Francia el 14 de agosto de 1902, había sido desheredado por su padre. El total de su fortuna se estimó en unos 45 millones de dólares (aproximadamente un 1/280 de la renta nacional bruta estadounidense de aquel año).
Después de la muerte de Fair, Nettie Cravens se presentó alegando ser su esposa. Presentó sus pruebas en el juicio, pero perdió el caso. Se mudó a Iowa y vivió en la oscuridad, pasando sus últimos días en una institución mental. Más tarde, otra mujer, Phoebe Couzins, defensora de los derechos de las mujeres, también afirmó haber tenido una relación con Fair.

## Legado
- El hotel Fairmont San Francisco se construyó como un gran monumento a la memoria de Fair por sus dos hijas, Theresa Fair Oelrichs y Virginia Fair Vanderbilt que le dieron este nombre en honor a su padre. La construcción del hotel[10] comenzó en 1902, pero vendieron sus intereses en 1906, días antes del célebre terremoto de San Francisco.

- Fair se recuerda en Santa Cruz (California) en el nombre de Fair Avenue, y en San Francisco con Fair Avenue en los Altos de Bernal.

## Lecturas relacionadas
- Tales of Love and Hate in Old San Francisco, Millie Robbins. Chronicle Books, San Francisco 1971.
- J. Walton Ferguson, Rosecliff (The Preservation Society of Newport County) 1977. Rosecliff was built for Fair's daughter, Mrs Oelrichs.